# Tiber Rocks
Die Tiber Rocks sind eine Gruppe kleiner Felseninseln vor der Fallières-Küste des Grahamlands auf der Antarktischen Halbinsel. Sie liegen am Kopfende der Rymill Bay nahe der Westseite der Einmündung des Romulus-Gletschers und 5 km nordwestlich des höchsten Gipfels des Black Thumb.
Teilnehmer der British Graham Land Expedition (1934–1937) unter Leitung des australischen Polarforschers John Rymill sichteten sie erstmals und nahmen 1936 eine grobe Vermessung vor. Der Falkland Islands Dependencies Survey führte zwischen 1948 und 1949 eine neuerliche Vermessung durch und benannte die Felsen in Anlehnung an die Benennung des Romulus- und des Remus-Gletschers nach dem Tiber, dem größten Fluss Roms.